# Этимологический словарь иранских языков
«Этимологический словарь иранских языков» (ЭСИЯ) — многотомный этимологический словарь, систематизирующий этимологии исконных слов и их рефлексы во всех известных иранских языках Ирана, Афганистана, Пакистана, Таджикистана, Турции, Узбекистана, России и других стран. Словарь является первым опытом в иранском языкознании по созданию подобного этимологического свода.

## Построение словаря
Статьи словаря, составленного по корневому принципу, состоят из нескольких частей. Сначала даётся реконструированный праиранский корень, в его латинской транскрипции, затем даётся предыстория корневого слова и его производные в древних и новых иранских языках. По словам создателей словаря,  это позволяет упорядочить "богатейший иранский этимологический фонд" и обозначить его место в индоевропейской системе.
Словарь был начат в 2000 году, на 2020 год издано 6 томов (доведено до слова *r̥u̯ā̆n).

## Вышедшие тома
- Расторгуева В. С., Эдельман Д. И. Этимологический словарь иранских языков / Институт языкознания РАН. — М.: «Восточная литература», 2000. — Т. 1 (a—ā). — 328 с. — 1000 экз. — ISBN 5-02-018124-2, ISBN 5-02-018125-0.
- Расторгуева В. С., Эдельман Д. И. Этимологический словарь иранских языков / Институт языкознания РАН. — М.: «Восточная литература», 2003. — Т. 2 (b—d). — 504 с. — 1000 экз. — ISBN 5-02-018124-2, ISBN 5-02-018324-5.
- Расторгуева В. С., Эдельман Д. И. Этимологический словарь иранских языков / Институт языкознания РАН. — М.: «Восточная литература», 2007. — Т. 3 (f—h). — 496 с. — 1000 экз. — ISBN 5-02-018124-2, ISBN 5-02-018550-7.
- Эдельман Д. И. Этимологический словарь иранских языков / Институт языкознания РАН. — М.: «Восточная литература», 2011. — Т. 4 (i—k). — 416 с. — 800 экз. — ISBN 5-02-018124-2, ISBN 978-5-02-036478-3.
- Эдельман Д. И. Этимологический словарь иранских языков / Институт языкознания РАН. — М.: «Восточная литература», 2015. — Т. 5 (l—n). — 566 с. — 500 экз. — ISBN 5-02-018124-2; ISBN 978-5-02-036590-2 (в пер.).
- Эдельман Д. И. Этимологический словарь иранских языков / Институт языкознания РАН. — М.: «Восточная литература», 2020. — Т. 6 (p—r̥). — 463 с. — 500 экз. — ISBN 5-02-018124-2; ISBN 978-5-02-039863-4 (в пер.).